# Danh sách quốc gia Châu Mỹ theo GDP danh nghĩa 2009

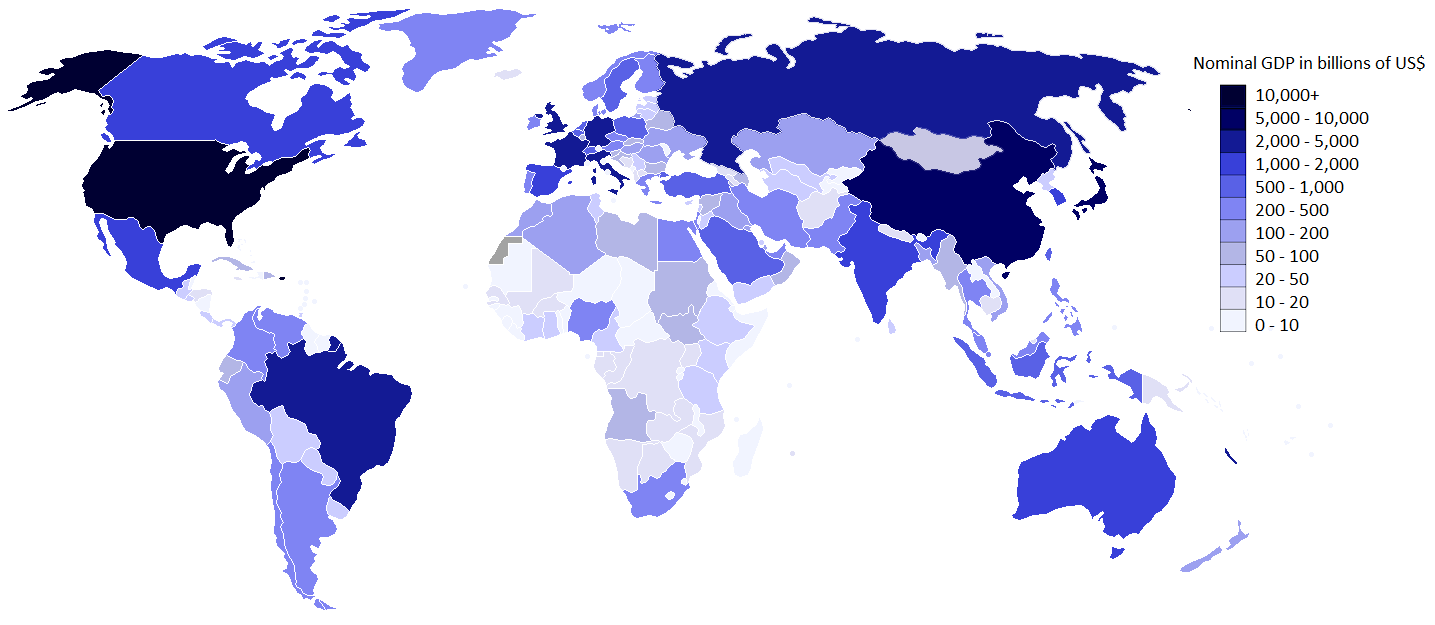
Các quốc gia theo GDP (danh nghĩa) 2009, theo thống kê của CIA Facebook.

Danh sách các quốc gia châu Mỹ theo GDP danh nghĩa 2009 được thống kê theo đơn vị triệu USD, cập nhật từ bảng số liệu của Quỹ tiền tệ Quốc tế - IMF, những số liệu còn thiếu được bổ sung theo số liệu của Ngân hàng Thế giới - WB và CIA Factbook công bố năm 2009. Ngoài 34 quốc gia độc lập, bảng thống kê còn có mặt của 19 vùng lãnh thổ: Quần đảo Cayman, Quần đảo Turks và Caicos, Puerto Rico, Quần đảo Virgin thuộc Mỹ, Quần đảo Virgin thuộc Anh, Anguilla, Saint Pierre và Miquelon, Saint-Barthélemy, Bermuda, Martinique, Sint Maarten, Saint-Martin, Aruba, Bonaire, Curaçao, Quần đảo Falkland, Quần đảo Nam Georgia và Nam Sandwich, Greenland và Guadeloupe.
| STT | Quốc gia và Vùng lãnh thổ            | GDP danh nghĩa (Triệu USD) |
| --- | ------------------------------------ | -------------------------- |
| 1   | Canada                               | 1.336.066                  |
| 2   | Hoa Kỳ                               | 14.119.050                 |
| 3   | Greenland                            | 1.740                      |
| 4   | Mexico                               | 874.810                    |
| 5   | Saint Pierre và Miquelon             |                            |
| 6   | Bermuda                              | 6.093                      |
| 7   | Belize                               | 1.352                      |
| 8   | Guatemala                            | 37.661                     |
| 9   | El Salvador                          | 21.101                     |
| 10  | Nicaragua                            | 6.148                      |
| 11  | Costa Rica                           | 29.318                     |
| 12  | Panama                               | 24.859                     |
| 13  | Cuba                                 | 56.303                     |
| 14  | Saint-Barthélemy                     |                            |
| 15  | Quần đảo Cayman                      | 2.250                      |
| 16  | Quần đảo Turks và Caicos             | 216                        |
| 17  | Quần đảo Virgin thuộc Mỹ             |                            |
| 18  | Quần đảo Virgin thuộc Anh            | 853.4                      |
| 19  | Anguilla                             | 108.9                      |
| 20  | Jamaica                              | 12.640                     |
| 21  | Haiti                                | 6.560                      |
| 22  | Cộng hòa Dominican                   | 46.714                     |
| 23  | Dominica                             | 362                        |
| 24  | Saint Kitts và Nevis                 | 557                        |
| 25  | Puerto Rico                          | 87.679                     |
| 26  | Grenada                              | 615                        |
| 27  | Antigua và Barbuda                   | 1.118                      |
| 28  | Trinidad và Tobago                   | 19.626                     |
| 29  | Barbados                             | 3.895                      |
| 30  | Saint Vincent và Grenadines          | 571                        |
| 31  | Guadeloupe                           |                            |
| 32  | Martinique                           |                            |
| 33  | Saint Lucia                          | 973                        |
| 34  | Venezuela                            | 325.678                    |
| 35  | Guyana                               | 5.056                      |
| 36  | Suriname                             | 5.955                      |
| 37  | Guiana thuộc Pháp                    |                            |
| 38  | Brazil                               | 1.574.039                  |
| 39  | Uruguay                              | 31.511                     |
| 40  | Paraguay                             | 14.216                     |
| 41  | Argentina                            | 310.057                    |
| 42  | Chile                                | 161.621                    |
| 43  | Bolivia                              | 17.414                     |
| 44  | Peru                                 | 126.766                    |
| 45  | Ecuador                              | 55.553                     |
| 46  | Colombia                             | 232.403                    |
| 47  | Quần đảo Falkland                    | 105.1                      |
| 48  | Quần đảo Nam Georgia và Nam Sandwich |                            |
| 49  | Aruba                                | 2.258                      |
| 50  | Bonaire                              |                            |
| 51  | Curaçao                              |                            |
| 52  | Sint Maarten                         |                            |
| 53  | Saint-Martin                         |                            |
| 54  | Honduras                             | 14.268                     |